# Glenea lineatocollis
Glenea lineatocollis é uma espécie de escaravelho da família Cerambycidae. Foi descrita por James Thomson em 1860.